# 히로세 다케오
히로세 다케오(広瀬武夫, 일본어 구자체: 廣瀨武夫. 1868년 7월 16일(게이오 4년 5월 27일) - 1904년(메이지 37년) 3월 27일)는 일본의 해군 군인, 유도가이다. 러일전쟁에서의 에피소드로 알려져 있으며, 특히 전전에는 군신으로 신격화되었다. 형인 히로세 가쓰히코 역시 해군 군인이다.

## 생애
오카번사 히로세 도모노조의 차남으로서 분고국 다케다(이후의 오이타현 다케다시)에서 태어났다. 어린 나이에 모친과 사별하여 조모의 슬하에서 자라났다. 서남전쟁으로 다케다의 자택은 소실되고 일가는 다카야마시로 전거하였다. 다카야마의 간쇼소학교(煥章小学校)를 졸업 후 소학교 교사에 임용, 1885년(메이지 18년) 퇴직하고 고교쿠샤를 거쳐 해군병학교에 입학, 동시기에 강도관에서 유도를 배웠다. 1889년 졸업(15기). 입학 시 석차는 19번 졸업 시에는 80인 중 65번(49번이라는 설도 존재).
병학교 졸업 후 이듬해 1890년 2월까지 군함 '히에이'에 승선, 두 번에 걸쳐 원양항해하였다. 그러는 가운데 소위에 임관. 반년간은 측량함 '가이몬'의 갑판사관이 되어 연안의 측량, 경비에 종사하였다. 그 시기에 시즈오카현 시미즈에 기항하여 시미즈노 시로초의 지우(知遇)를 받았다.

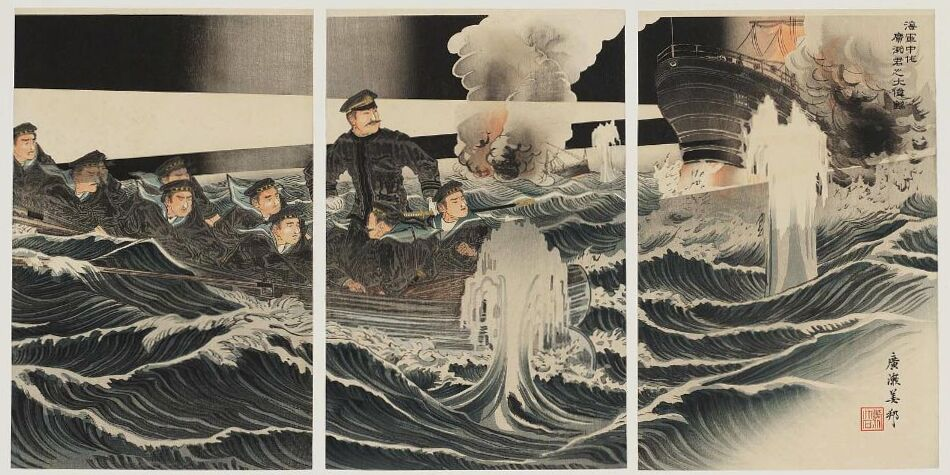
해군중좌 히로세 군의 대위훈

1894년 청일전쟁에 종군하여 1895년에 대위로 승진. 1897년 러시아에 유학하여 러시아어를 배우고 귀족사회와 교우한다. 여순항 등의 군사시설도 견학했다. 그 후 러시아 주재무관이 되어 1900년에 소좌로 승진. 1902년 귀국한다. 러시아 주재중 페테르부르크 대학에서 일본어를 가르치고 있던 구로노 요시부미의 부탁을 받아 후에 해군 소좌가 되는 요시부미의 이남 모리 덴조의 상담상대가 되어주어 각별히 보살피었다. 1904년 발발된 러일전쟁에 있어서는 여순항 폐색작전에 종사하였다. 3월 27일 제2회 폐색작전에 있어 폐색함 후쿠이마루를 지휘하였으나 적 구축함의 어뢰를 맞았다. 철퇴 시 히로세는 자폭용 폭약을 점화하기 위해 선창에 간 스기노 마고시치 상등병조(전사 후 병조장으로 승진)가 돌아오지 않고 있음을 깨닫는다. 히로세는 스기노를 구하기 위해 홀로 잠겨가는 후쿠이마루에 돌아가 함내를 3번 수색하였으나 그의 모습은 보이지 않았다. 헐수할수없이 구명보트에 타려고 한 순간 두부에 러시아군 포탄의 직격를 받아 전사하였다. 향년 35세였다. 즉일 중좌로 승진하였다.
5일 후 히로세의 유체가 후쿠아마루 선수 부근에서 떠올라 있음이 러시아군에 의해 발견된다. 전쟁 중이기는 했으나 러시아군은 영예례를 갖추어 정중한 장례를 치르고 육상의 묘지에 매장하였다. 아오야마레이엔에 형 가쓰히코와 나란히 묘소가 있다.
일본의 첫 '군신'이 되어 출신지인 오이타현 다케다시에는 1935년 오카다 게이스케(당시의 내각총리대신) 등과 현지의 구로카와 다케시 이하 수백명의 손에 의해 히로세를 모시는 히로세 신사가 창건되었다. 또한 문부성 창가의 제재가 되기도 하였다. 또한 직격을 맞았을 때 가까이에 있던 병사의 근처로 육편이 튀어 스쳐지나갔다. 그 흔적이 또렷이 남은 병사의 모자가 야스쿠니신사 유취관에 봉납되어 있으며, 결결이 전시되고 있다.

## 기념곡
히로세에 관한 곡이 다수 존재한다. 가장 잘 알려진 곡은 문부성창가 〈히로세 중좌〉로 1912년(메이지 45년) 《심상소학창가 제4학년용》에서 처음 발표되었다. 작사작곡자 불명으로 현재 저작권 실효(失效).
| 원문 | 한국어 번역 |
| --- | --- |
| 轟く砲音（つつおと）、飛来る弾丸（だんがん）。 荒波洗ふ デッキの上に、 闇を貫く 中佐の叫び。 「杉野は何処（いづこ）、杉野は居ずや」。 | 울려퍼지는 포음, 날아오는 탄환 거친 파도에 씻기는 갑판 위에서 어둠을 꿰뚫는 중좌의 외침 "스기노는 어디냐 스기노는 어디냐"            |
| 船内隈なく 尋ぬる三度（みたび）、 呼べど答へず、さがせど見えず、 船は次第に 波間に沈み、 敵弾いよいよあたりに繁し。                   | 선내를 빈틈없이 수색하기를 세 번 불러도 대답 없고 찾아도 보이지 않고 배는 차츰차츰 물결에 가라앉는데 적탄은 바야흐로 지척에 떨어지네 |
| 今はとボートに 移れる中佐、 飛来る弾丸（たま）に 忽ち失せて、 旅順港外 恨みぞ深き、 軍神廣瀬と その名残れど                           | 그제서야 보트로 옮겨 타는 중좌 날아오는 탄환에 홀연히 궂기다 여순항 밖 원한은 깊도다 군신 히로세로 그 이름 남을망정                  |

이 밖에도 다음과 같은 곡이 있다.
- 오와다 다케키 작사·노쇼 벤지로 작곡의 〈히로세 중좌〉
- 이와야 사자나미 작사·곡은 〈일본 해군〉을 유용한 〈히로세 중좌〉
- 오와다 다케키 작사·노무라 도라조 작곡의 〈군신 히로세 중좌〉